# Jardim Camilo Castelo Branco
O Jardim Camilo Castelo Branco é um jardim em Lisboa, situado na freguesia de Santo António, antiga freguesia do Coração de Jesus em frente do Hotel Dom Carlos. Os seus limites são a Rua Camilo Castelo Branco a Rua Rodrigues Sampaio e a Avenida Duque de Loulé. 

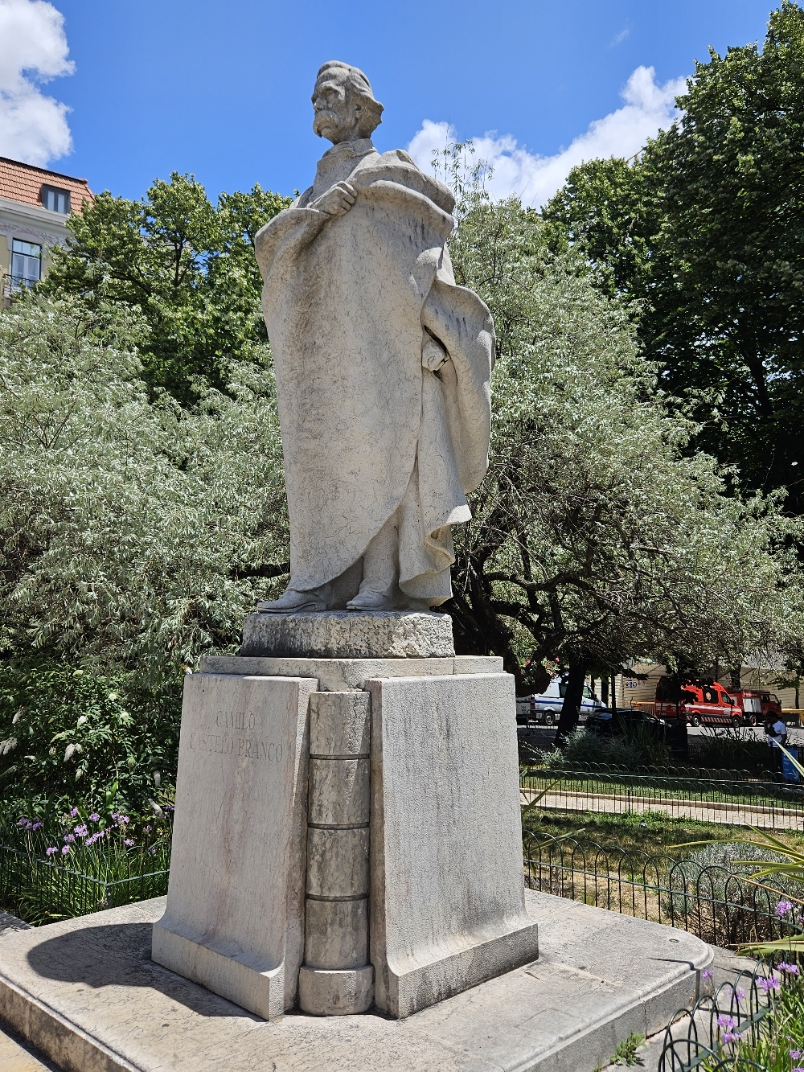
Estátua de Camilo Castelo Branco, obra de 1950 de António Duarte

No topo do Jardim, junto da Avenida está a estátua de Camilo Castelo Branco, do escultor António Duarte, inaugurada em 1950.
Em 2023 os antigos Sanitários do Jardim foram usados como local para concertos de música.